# Ore'ach B'Onah Metah
Ore'ach B'Onah Metah è un film del 1970 diretto da Moshé Mizrahi.